# Ginnastica ai Giochi della XXXIII Olimpiade - Volteggio maschile
La finale al volteggio maschile ai Giochi della XXXIII Olimpiade di Parigi si è svolta  al Palazzo dello Sport di Parigi-Bercy il 4 agosto 2024.

## Programma
| Data           | Ora (UTC+1) | Turno                           |
| -------------- | ----------- | ------------------------------- |
| 27 luglio 2024 | 11:00       | Qualificazioni - Suddivisione 1 |
| 27 luglio 2024 | 15:30       | Qualificazioni - Suddivisione 2 |
| 27 luglio 2024 | 20:00       | Qualificazioni - Suddivisione 3 |
| 4 agosto 2024  | 16:24       | Finale                          |

## Risultati

### Qualificazioni
A causa della regola dei passaporti "two per country", l'accesso alla finale è consentito soltanto a due atleti per nazione.
| Pos. | Ginnasta         | Nazionalità     | 1° Salto | 1° Salto | 1° Salto | 1° Salto    | 2° Salto | 2° Salto | 2° Salto | 2° Salto    | Totale | Note |
| Pos. | Ginnasta         | Nazionalità     | D. Score | E. Score | Penalità | 1° Parziale | D. Score | E. Score | Penalità | 2° Parziale | Totale | Note |
| ---- | ---------------- | --------------- | -------- | -------- | -------- | ----------- | -------- | -------- | -------- | ----------- | ------ | ---- |
| 1    | Nazar Chepurnyi  | Ucraina         | 5.6      | 9.266    |          | 14.866      | 5.6      | 9.200    |          | 14.800      | 14.833 | Q    |
| 2    | Harry Hepworth   | Gran Bretagna   | 5.6      | 9.033    |          | 14.633      | 5.6      | 9.300    |          | 14.900      | 14.766 | Q    |
| 3    | Aurel Benović    | Croazia         | 5.6      | 8.966    |          | 14.566      | 5.6      | 9.300    |          | 14.900      | 14.733 | Q    |
| 4    | Ihor Radivilov   | Ucraina         | 5.6      | 9.300    |          | 14.900      | 5.6      | 8.900    |          | 14.500      | 14.700 | Q    |
| 5    | Jake Jarman      | Gran Bretagna   | 6.0      | 9.266    | 0.100    | 15.166      | 5.6      | 8.633    |          | 14.233      | 14.699 | Q    |
| 6    | Carlos Yulo      | Filippine       | 5.6      | 9.300    | 0.100    | 14.800      | 5.6      | 8.966    |          | 14.566      | 14.683 | Q    |
| 7    | Artur Davtjan    | Armenia         | 5.6      | 9.033    | 0.100    | 14.533      | 5.6      | 9.200    |          | 14.800      | 14.666 | Q    |
| 8    | Mahdi Olfati     | Iran            | 5.6      | 9.066    |          | 14.666      | 5.6      | 8.900    |          | 14.500      | 14.583 | Q    |
| 9    | Asher Hong       | Stati Uniti     | 6.0      | 8.800    | 0.100    | 14.700      | 5.6      | 8.933    | 0.100    | 14.433      | 14.566 | R1   |
| 10   | Adem Asil        | Turchia         | 6.0      | 9.266    |          | 15.266      | 5.6      | 8.100    |          | 13.700      | 14.483 | R2   |
| 11   | Lee Jun-ho       | Corea del Sud   | 5.6      | 8.933    |          | 14.533      | 5.6      | 8.933    | 0.300    | 14.233      | 14.383 | R3   |
| 12   | Wataru Tanigawa  | Giappone        | 5.2      | 9.100    |          | 14.300      | 5.6      | 8.500    |          | 14.100      | 14.200 | –    |
| 13   | Casimir Schmidt  | Paesi Bassi     | 5.6      | 8.600    |          | 13.900      | 5.6      | 8.800    |          | 14.400      | 14.150 | –    |
| 14   | Shek Wai Hung    | Hong Kong       | 6.0      | 7.966    | 0.300    | 13.666      | 5.6      | 8.933    |          | 14.533      | 14.099 | –    |
| 15   | Kevin Penev      | Bulgaria        | 5.4      | 8.900    | 0.300    | 14.000      | 5.2      | 8.900    | 0.100    | 14.000      | 14.000 | –    |
| 16   | Audrys Nin Reyes | Rep. Dominicana | 5.6      | 9.166    |          | 14.766      | 5.6      | 7.900    | 0.300    | 13.200      | 13.983 | –    |
| 17   | Rayderley Zapata | Spagna          | 5.6      | 8.700    |          | 14.300      | 5.6      | 7.866    | 0.300    | 13.166      | 13.733 | –    |
| 18   | Omar Mohamed     | Egitto          | 5.2      | 7.800    | 0.300    | 12.700      | 4.8      | 7.866    | 0.300    | 12.366      | 12.533 | –    |

### Finale
| Pos.    | Ginnasta        | Nazionalità   | 1° Salto | 1° Salto | 1° Salto | 1° Salto    | 2° Salto | 2° Salto | 2° Salto | 2° Salto    | Totale | Note |
| Pos.    | Ginnasta        | Nazionalità   | D. Score | E. Score | Penalità | 1° Parziale | D. Score | E. Score | Penalità | 2° Parziale | Totale | Note |
| ------- | --------------- | ------------- | -------- | -------- | -------- | ----------- | -------- | -------- | -------- | ----------- | ------ | ---- |
| Oro     | Carlos Yulo     | Filippine     | 6.0      | 9.433    |          | 15.433      | 5.6      | 9.200    |          | 14.800      | 15.116 |      |
| Argento | Artur Davtjan   | Armenia       | 5.6      | 9.366    |          | 14.966      | 5.6      | 9.366    |          | 14.966      | 14.966 |      |
| Bronzo  | Harry Hepworth  | Gran Bretagna | 5.6      | 9.233    |          | 14.833      | 5.6      | 9.466    |          | 15.066      | 14.949 |      |
| 4       | Jake Jarman     | Gran Bretagna | 6.0      | 9.200    | 0.100    | 15.100      | 5.6      | 9.166    |          | 14.766      | 14.933 |      |
| 5       | Aurel Benović   | Croazia       | 5.6      | 9.400    |          | 15.000      | 5.6      | 9.200    |          | 14.800      | 14.900 |      |
| 6       | Nazar Chepurnyi | Ucraina       | 5.6      | 9.233    |          | 14.833      | 5.6      | 9.366    |          | 14.966      | 14.899 |      |
| 7       | Mahdi Olfati    | Iran          | 5.6      | 8.866    | 0.300    | 14.166      | 5.6      | 8.866    | 0.100    | 14.366      | 14.266 |      |
| 8       | Ihor Radivilov  | Ucraina       | 5.6      | 9.300    |          | 14.900      | 5.6      | 7.933    | 0.100    | 13.433      | 14.166 |      |